# Pasażerka
Pasażerka (polonès: Passatger) és una pel·lícula polonesa del 1963 dirigida per Andrzej Munk. Quan Munk va morir en un accident de cotxe durant la producció, la pel·lícula inacabada va ser muntada per a l'estrena pels directors Witold Lesiewicz i Andrzej Brzozowski.

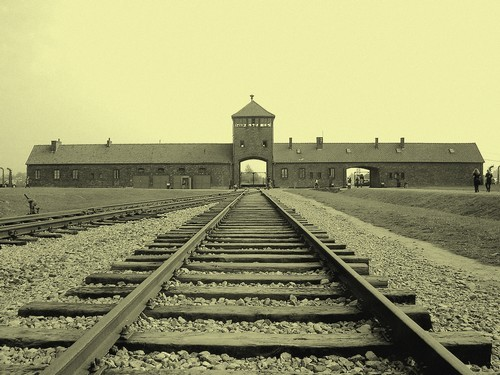
Camp de concentració d'Auschwitz

Pasażerka, utilitzant la forma d'un documental, dramatitza els records d'un oficial de les SS fictici (interpretat per Aleksandra Śląska) que havia servit al camp de concentració d'Auschwitz durant la Segona Guerra Mundial. Pasażerka examina la naturalesa de l'opressor i la víctima dins del microcosmos d'un camp d'extermini alemany durant l'Holocaust.

## Argument
Pasażerka comença l'any 1960, quinze anys després de la fi de la Segona Guerra Mundial. L'escenari és un viatge transatlàntic a bord d'un vaixell de luxe en ruta d'Amèrica del Sud a Europa.
Lisa Kretschmer (Alexandra Śląska), una antiga oficial de les SS del camp de concentració, té una trobada casual amb una companya de viatge que era una de les seves recluses al camp, la Marta (Anna Ciepielewska). A bord del vaixell, els papers de la Liza i la Marta s'inverteixen més o menys. La Marta està en condicions d'exposar l'antiga nazi com a criminal de guerra, i si no a les autoritats, almenys al marit de la Liza, que ignora el seu passat.
La trobada desencadena una cascada de records per la Liza, en què lluita per revisar els esdeveniments al centre d'extermini i la naturalesa del seu comportament envers la Marta. En una sèrie de flashbacks, la narració interna de Liza, que serveix per racionalitzar el seu paper, xoca amb els records de l'assassinat sistemàtic d'homes, dones i nens que van caracteritzar l'Holocaust. La complexitat de la relació entre l'agressor i la víctima revela la degradació de la Marta, que va sobreviure acomodant-se als seus opressors.

## Producció
“Les pel·lícules d'Andrzej Munk eren enormement atractives perquè tractaven algunes de les experiències més importants de la societat de la guerra i la postguerra. El seu tractament de l'Holocaust va ser un dels més greus i multidimensionals de la història del cinema.” - Dorota Niemitz al World Socialist Web Site (2014)
Munk, als 39 anys, va morir en un accident de cotxe mentre la pel·lícula estava en producció i les escenes completades es van combinar a partir de parts del metratge original i dels esbossos del guió de Witold Lesiewicz. Els mètodes utilitzats s'expliquen en una veu en off durant el transcurs de la pel·lícula, de manera que el seu estat inacabat pren forma documental. Parts de la pel·lícula es van rodar a Auschwitz. La font de Pasażerka va ser un drama radiofònic titulat Pasażerka z kabiny 45, escrit per Zofia Posmysz-Piasecka el 1959.

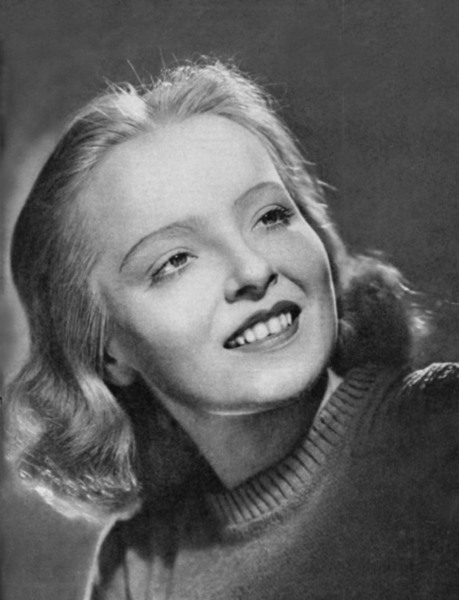
Aleksandra Śląska és Lisa Kretschmer

L'obra de Posmysz va ser posteriorment reelaborada en una novel·la. Es va publicar el 1962 com a Pasażerka.
Quan l'obra es va convertir en una òpera el 1968, el públic estatunidenc va ser alertat per primera vegada de la impressionant obra cinematogràfica de Munk.

## Repartiment
- Aleksandra Śląska - Lisa Kretschmer, antiga SS Aufseherin a Auschwitz[8]
- Anna Ciepielewska - Marta, la presonera polonesa
- Janusz Bylczynski - Capo
- Krystyna Dubielowna
- Anna Golebiowska - Presonera d'Auschwitz
- Barbara Horawianka - Infermera
- Anna Jaraczówna - Capo
- Maria Koscialkowska - Guàrdia Inga Weniger
- Andrzej Krasicki - Membre de la commissió
- Jan Kreczmar - Walter Kretschmer, marit de Lisa
- Irena Malkiewicz - Oberaufseherin Madel
- Izabella Olszewska
- Leon Pietraszkiewicz - Lagerkommandant Grabner
- Kazimierz Rudzki - Membre de la comissió
- Wanda Swaryczewska

## Premis
La pel·lícula Pasażerka va participar al 17è Festival Internacional de Cinema de Canes on va guanyar el Premi FIPRESCI. La pel·lícula també va ser seleccionada com a entrada polonesa a la Millor pel·lícula en llengua estrangera als Premis Oscar de 1964.